# جورج بیر (بازیکن فوتبال)
جورج بیر (انگلیسی: George Beare; ۲ اکتبر ۱۸۸۵ – ۳۱ ژانویهٔ ۱۹۷۰) بازیکن فوتبال اهل بریتانیا بود.
از باشگاه‌هایی که در آن بازی کرده‌است می‌توان به باشگاه فوتبال ساوت‌همپتون، باشگاه فوتبال بلکپول، باشگاه فوتبال اورتون، باشگاه فوتبال بریستول سیتی، و باشگاه فوتبال کاردیف سیتی اشاره کرد.